# Cristian Gațu
Cristian Gațu (ur. 20 sierpnia 1945 w Bukareszcie) – rumuński piłkarz ręczny, medalista olimpijski.
Dwukrotny uczestnik letnich igrzysk olimpijskich. Na igrzyskach w Monachium zagrał w sześciu spotkaniach (5 bramek), zdobywając brązowy medal olimpijski. Cztery lata później zagrał w pięciu meczach (8 goli), tym razem zdobył srebro.
W kadrze narodowej debiutował w 1964 roku. W 1967 zdobył brązowy medal mistrzostw świata w Szwecji, w 1970 i 1974 mistrz świata.
W seniorskiej reprezentacji zagrał 188 spotkań, strzelając 255 bramek. Wliczając spotkania we wszystkich kadrach Rumunii, reprezentował swój kraj w 198 meczach (277 goli).
W latach 1996–2014 prezes Rumuńskiej Federacji Piłki Ręcznej.